# Lover (албум)
Lover је седми студијски албум америчке поп певачице Тејлор Свифт. Ово је први албум који Тејлор избацује под Republic Records. Албум је лансиран са два сингла, " Me! " (feat. Brendon Urie from Panic! at the Disco ) и " You Need To Calm Down ", као и специјалан промотивни сингл " The Archer ".

## Позадина
Спекулације о албуму почеле су 24. фебруара 2019. године, када је Свифт на свом Инстаграм профилу објавила фотографију седам палми , касније је потврдила да је ту фотографију објавила на дан када је завршила њен седми албум.  
Спекулације су се наставиле 13. априла, када је Свифт почела одбројавање на својој званичној веб страници, одбројавајући до поноћи 26. априла.  У поноћ је Свифт објавила водећи сингл албума, „Me!" На којем се појавио Брендон Јури, заједно са пратећим музичким спотом. 
Свифт је рекла фановима да пажљиво погледају видео, како би пронашли наговештаје о наслову албума. 
13. јуна 2019. Тејлор је потврдила, на њеном емитовању уживо на Инстаграму, име седмог високо-очекиваног албума.  Свифт је такође објавила да ће други сингл албума, " You Need To Calm Down ", бити објављен сутрадан, 14. јуна, након чега ће 17. јуна уследити музички видео за наведени сингл. 
Штавише, Тејлор је фановима дала врло лак начин како да замапте да албум излази 23. августа 2019. 
"Лак начин да запамтите то јесте да када саберете 2+3+8...добићете 13"  
Наставила је реченицу са шалом на њен рачун  због њене вишегодишње опсесије бројем 13. Чак, први сингл албума "Lover" је изашао 26. априла, зато што је 13*2=26.   
У ливестреаму, Тејлор је албум описала као нај-романтичнији албум који је направила до сада. Наводећи да албум није романтичан "само једноставно тематски, као да су то све љубавне песме или нешто слично. Идеја да је нешто романтично, не мора бити у срећи и љубави. Романтику можете пронаћи у усамљености или тузи или док пролазите кроз разне моменте у свом животу ... у овом албуму ја просто гледам на свет из једне изузетно романтичне перспективе." 
Ажурирано: July 2019., Lover је нај-пренаруџбени албум икада на Apple Music америчком сервису за стримовање музике, албум још није ни изашао а има преко 178,600 наруџбина широм света. Lover такође обара многобројне рекорде и на другим стриминг сервисима, као и на iTunes платформи.

## Фотографија албума
Фотографију на насловној страни албума фотографисала је 24-годишња Валерија Роха, колумбијски фотограф. 
Тејлор ће такође објавити четири deluxe издања њеног албума, све са различитим бонус садржајем, који ће бити доступни у Target- у у САД, и на њеној званичној веб локацији широм света по изласку албума.  

## Промоција
Неколико недеља пре очекиваног изласка албума, Тејлор је позвала изабрану групу супер-фанова са социјалних мрежа на приватне забаве слушања албума, које Тејлор назива "Secret Sessions", што је традиција која почиње албумом 1989. када је Тејлор позвала фанове у њене куће у Лондону, Нешвилу, и многим другим градовима, како би са њима одслушала албум и испричала им причу албума недељама пре него што он изађе у јавност.
Истина је да су "Secret Sessions" врло познат догађај по интернету, и о њима сви фанови Тејлор причају, али оно што се деси у тајним сесијама, остаје тајна. Фанови које је Тејлор позвала у њену кућу никада не одају тајне о албуму пре него што он изађе у јавност.  
Маркетинг тим Тејлор Свифт се удружио са Amazon компанијом, која је на неким кутијама светских он-лајн поруџбина њихових корисника одштампала фотографију албума Lover. . Фанови који су хтели да поседују "Lover" кутију су били обавештени да је додељивање ових кутија потпуно насумично за милионе и милионе поруџбина широм света, и да је шанса да ће они добити кутију врло мала. Али ово обавештење још увек није зауставило фанове да масовно наручују непотребне ствари са Amazon продавнице, само у нади да ће поседовати кутију са фотографијом Lover албума. 

### Водећи синглови
Песма "Me! " којој се придружује Брендон Урие је била један од водећих синглова са седмог албума Тејлор Свифт. Објављена је заједно са музичким спотом 26. априла 2019.   Песма је оборила неколико рекорда, укључујући и највећи једнонедељни скок на Billboard Hot 100 .   Албум је био други у Сједињеним Државама и Канади,  занемарујући чињеницу да је са албума изашла само једна песма.
Други сингл, " You Need To Calm Down", је најављен 13. јуна 2019 ја Инстаграм емотивању уживо које је Тејлор урадила са њеног личног налога. Песма је објављена у поноћ. Музички видео је дошао фановима 17. јуна  и имао је посебне наступе разних гостију, од којих је већина део ЛГБТ+ заједнице, укључујући Елен Деџенерес и Рупаул.   Песма је намењена критиковању хомофобичних особа, као и подршци "Покрета Једнакости" (Equality Act), петиције коју је Тејлор покренула против дискриминације ЛГБТ+ заједнице. 
Песма је за мање од три минута скочила на друго место на Billboard Hot 100, што је још један оборен рекорд.